# کوریدوراس سوارکار
کوریدوراس سوارکار (Corydoras eques)، که بنام کوریدوراس شوالیه، کت‌فیش کوری یا کوری اسب سوار نیز شناخته میشود،   یک ماهی آب شیرین گرمسیری متعلق به زیر خانواده کوریدوراس‌ها و از خانواده گربه‌ماهیان زره‌دار است. این گونه اولین بار توسط جانورشناس اتریشی فرانتس اشتاینداشنر توصیف شد.  کوریدوراس سوارکار بومی حوضه آمازون برزیل است.  نام eques در لاتین به معنای شوالیه است. 

## چرخه زندگی
نر در هر نوبت ۲ تا ۴ تخمی که ماده بین باله های لگن خود نگه داشته است در مدت ۳۰ ثانیه بارور می کند و پس از آن ماده به محل مناسبی شنا می کند و تخم‌هایی که بسیار چسبنده هستند را به جای مناسبی بین گیاهان می چسباند. نر و ماده این کار را تا زمانی که تمامی ۱۰۰ تخم (حدوداً) را بارور و به محلی مناسب بچسبانند، ادامه می دهند. 

## مراجع
1. ↑  "Horseman's Cory Catfish (Corydoras eques), Tank-Bred! – Aquatic Arts on sale today for $ 111.59 |". aquaticarts.com. Archived from the original on 2022-11-29. Retrieved 2022-11-29.
2. ↑  "True Eques Cory (Corydoras Eques)". Aqua Imports (به انگلیسی). Archived from the original on 2022-11-29. Retrieved 2022-11-29.
3. ↑  "ScotCat Factsheets: October 2013: Corydoras eques Steindachner, 1877". www.scotcat.com. Archived from the original on 2022-11-29. Retrieved 2022-11-29.
4. ↑  "Corydoras eques | Cory Database". corydoras.zone (به انگلیسی). 2022-04-07. Archived from the original on 2022-11-29. Retrieved 2022-11-29.
5. ↑  "Corydoras eques". aquainfo.org (به انگلیسی). Archived from the original on 2022-12-01. Retrieved 2022-12-01.
6. ↑  Baensch, R. A., and R. Riehl. "Aquarien Atlas. Band. 1." (1991).